# La Pierre Plantée (Fontrieu)
La Pierre Plantée, ou Peyre Plantade, est un monument commémoratif des massacres de protestants du XVIIe et XVIIIe siècles, situé à Fontrieu (ex-commune de Castelnau de Brassac), dans le Tarn, en région Occitanie.

## Histoire
En 1685, le roi Louis XIV révoque l'édit de Nantes, ce qui contraint les communautés protestantes à organiser les assemblées du désert, c'est-à-dire de se retrouver en secret, afin d'éviter l'oppression des troupes royales. En 1689, une de ces assemblées siège au lieu-dit Saint Jean Del Frech (à Lacaze), mais est dénoncée anonymement. Le baron de Lacrouzette, le catholique Pierre III de Bayard, envoie alors les dragons du Roi, qui déciment une cinquantaine de protestants, alors que quatre personnes, dont le prédicant Corbière de la Sicardié, parviennent à s'échapper. Après avoir fui sur une distance de cinq kilomètres à travers la forêt de Montagnol, ils sont rattrapés par les soldats au lieu-dit Laréna, où ils sont massacrés. La légende veut que le prédicant se soit fait trancher la tête sur la Pierre Plantée, qui est encore aujourd'hui tachée de rouge.
En 1922, un monument commémorant ce massacre est inauguré avec pour support cette fameuse Pierre Plantée, et chaque année, pour le quatrième dimanche du mois d'août, un rassemblement est organisé, par la Société d'histoire du protestantisme français, qui a racheté le lieu.
La Pierre Plantée de Fontrieu est inscrite au titre de monument historique par arrêté du 3 juin 2015.